# San Giuseppe ai Prati
San Giuseppe ai Prati ou Igreja de São José em Prati, incorretamente chamada de San Giuseppe Calasanzio ai Prati, é uma igreja de Roma, Itália, localizada no rione Prati, na via Pietro Cavallini, a leste do Castel Sant'Angelo. É dedicada a São José Calasanz e uma igreja anexa da paróquia de Sacro Cuore di Gesù in Prati.

## História
Esta igreja foi projetada por Andrea e Carlo Busiri Vici e construída em 1888 para as "Irmãs de São José Calasanz", uma ordem inspirada pelo santo, mas que está aparentemente extinta.
Em 1910, o complexo foi vendido para o recém-fundado Pontifícia Universidade Polonesa (Polski Papieski Instytut Kościelny), um seminário dedicado ao treinamento de padres poloneses e a igreja permanece sendo parte do complexo, mas como uma igreja paroquial e não uma capela privada.

## Exterior
A diminuta fachada, de tijolos finos de cor levemente púrpura, está enxertada num edifício muito maior e mais largo atualmente de color ocre amarelado, o que praticamente obscurece a igreja.
A entrada, bastante ornada, é composta por um batente de mármore decorado por uma vinha entalhada. Sobre este está uma edícula exterior que consiste de três arcos de tijolos, sendo que o do meio é mais alto, apoiados por quatro colunetas de mármore redondas com capiteis que lembram a coríntia. Estas colunetas estão apoiadas por mísulas encaixadas logo acima do lintel. Acima dos arcos está um gablete com uma pronunciada cornija em cantaria assentada sobre pequenos capiteis. Esta edícula está decorada com mosaicos de São José (o patriarca, não o santo) segurando o Menino Jesus e sendo venerado por dois anjos.
Sobre a entrada, a fachada é nada mais do que uma parede de tijolos, exceto por uma rica janela redonda com uma moldura denticulada de tijolos em relevo e aberturas na pedra na forma de uma cruz sobre uma esfera. Acima está uma cornija horizontal igualmente ornada com dentículos, apoiada por uma fileira de pequenos arcos de tijolo apoiados em mísulas de pedra.
De cada lado da seção principal da fachada estão as porções laterais idênticas que chegam até a altura da janela redonda. Ao contrário da seção principal, elas tem dois andares. O primeiro de cada conta com dois pilares de tijolos suportando uma cornija denticulada e flanqueando uma janela de topo redondo decorada por um arco de pedra denticulado. O segundo andar, que não é tão alto, também conta com dois pilares sustentando uma cornija de mesmo estilo que o primeiro; eles flanqueia duas pequenas janelas arqueadas separadas por uma coluneta de mármore.